# کیورانایلاهیو، شیلی
کیورانایلاهیو، شیلی (به اسپانیایی: Curanilahue) یک سکونتگاه مسکونی در شیلی است که در استان آرائوکو واقع شده‌است.

## خصوصیات
کیورانایلاهیو ۹۹۴٫۳ کیلومترمربع مساحت و ۳۲٬۰۰۰ نفر جمعیت دارد و ۱۳۸ متر بالاتر از سطح دریا واقع شده‌است.